# Dino Grandi
Dino Grandi, 1r comte de Mordano, (Mordano, 4 de juny de 1895 – Bolonya, 21 de maig de 1988) va ser un advocat, polític i diplomàtic italià, ministre d'Afers Exteriors, ministre de Justícia i ambaixador a Londres durant l'època de la Itàlia feixista.

## Biografia
Nascut en una família de terratinents de la Romanya, va ingressar el 1913 a la Facultat de Dret de la Universitat de Bolonya, col·laborant al diari il Resto del Carlino, i graduant-se amb una tesi d'economia política el 1919 amb la guerra acabada (car serví a l'exèrcit durant la I Guerra Mundial). Va traslladar-se a Ímola, on inicià la carrera d'advocat. Començà la seva carrera política a les files de l'esquerra, abans d'unir-se, el 1914, a Benito Mussolini. Durant aquest període, igual que el futur líder del feixisme, es convertí a l'intervencionisme, sostenint la tesi que l'única manera que tenia Itàlia d'adquirir importància política internacional seria participant activament a la Gran Guerra.
El 17 d'octubre de 1920 va ser ferit en una emboscada per 5 trets de pistola, i l'endemà el seu estudi va ser totalment destruït per militants d'esquerra. Més tard va ser un dels fundadors dels fasci emiliani, del qual seria secretari regional el 1921. En aquest àmbit en particular, on el feixisme s'estengué ràpidament gràcies a les esquadres locals, es desenvolupà la seva proximitat a les ales més agosarades i discutibles del moviment. Durant la seva carrera al feixisme les esquadres l'acompanyarien sempre, garantint-li una base de suport important en molts aspectes, tot i que amb alts i baixos, especialment quant la seva figura es refinaria amb el creixent prestigi dels càrrec que tindria.
A les eleccions del 15 de maig de 1921 Grandi va ser elegit diputat, però un any després, en concloure un llarg debat al parlament, la seva elecció, juntament amb la de Giuseppe Bottai i la de Roberto Farinacci, va ser anul·lada perquè en el moment del vot encara no tenia l'edat necessària. Menys de dues setmanes després, però, va tenir lloc un assalt feixista contra el cercle Andrea Costa d'Imola, on el 17 de juny una esquadra de 500 feixistes ocuparen l'ajuntament, hissant la tricolore a la torre del rellotge. Aquests fets ocasionaren que Imola quedés sota estat de setge durant un llarg període.

### Lideratge al moviment feixista
Mussolini, que també necessitava consolidar el seu lideratge en les relacions amb la resta de forces polítiques, intentà desenvolupar i proposar un pacte per pacificar els grups feixistes i els de l'esquerra, però no va poder veure la determinada aversió que es tenien a banda i banda. Mentrestant s'estengué la sospita que Grandi, emergint entre els notables del partit i obstinadament contrari al pacte, podria aspirar a substituir el mestre de Predappio; amb Balbo havia conspirat en secret per convèncer a Gabriele D'Annunzio, però només quedà en una temptativa.
El poeta-soldat evità entrar als mèrits de la proposta, rebutjant el contacte, però Grandi s'havia situat molt bé, sent relativament jove, com un candidat alternatiu per encapçalar el moviment. Per superar aquest escull, Mussolini va haver de presentar la renúncia al seu consell executiu, advertint que tornaria a la funció més modesta d'"aiguader"; i com havia previst correctament i esperava, la dimissió no va ser acceptada per les mancances del potencial substitut. L'espectre polític de Grandi estava en mans dels electors; que si bé era candidat, no els havia convençut.
Grandi va ser l'únic antagonista real del Duce dins del moviment feixista, l'únic que mai el va qüestionar, i acceptant el paper de gregari al congrés celebrat 7 de novembre de 1921 a Roma va fer palesa la seva submissió amb una "abraçada fraterna", cancel·lant l'acord amb els socialistes. Mussolini havia derrotat definitivament tota oposició interna, tot i que no sense cost.
El jove bolonyès va assumir un paper de certa autoritat entre les esquadres i l'ocasió va tenir lloc en haver obtingut a l'admissió en el si del partit a guisa de tropa civil organitzada de manera militar. Aquest "joc" li permetia tenir a les mans un electorat adjacent al de Mussolini, el qual, nadiu de la Romània, havia preferit estar més directament amb els seus compatriotes, però va haver de recórrer als electors milanesos. Grandi va ser la referència dels esquadristes i dels feixistes en aquella regió vital. L'estiu de 1921, Grandi dirigí la revolta de les esquadres agràries contra els dirigents feixistes: al juliol de 1922 va dirigir l'ocupació feixista de Ravenna.

### Un diplomàtic feixista

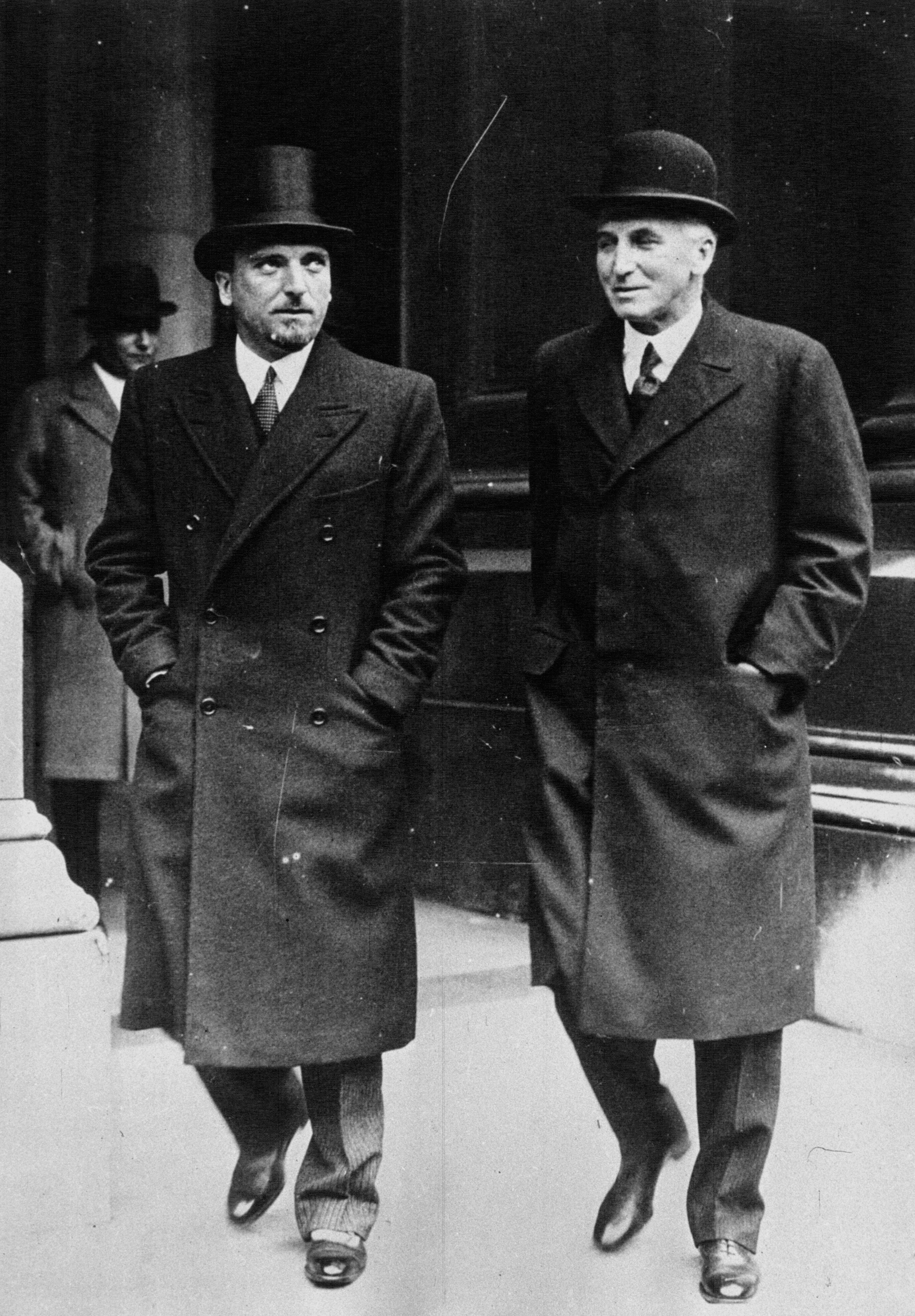
Dino Grandi (esquerra) amb el vescomte Simon, secretari d'Estat britànic.

Com que Grandi havia establert profundes relacions amb l'esquadrisme, la maniobra va ser una manera d'incrementar el seu pes i la dimensió de la seva facció en poc temps amb un mínim dispendi d'energia, convertint-se en un dels caps "moderats" més importants del règim, conjuntament amb Botai, Balbo i Federzoni, mentre que Farinacci, Starace i De Bono, altres membres d'aquest directori no oficial del feixisme, d'aquest quadrumvirat prollongat, que preferí prendre direccions més extremes, tot i que aquestes posicions eren més de forma que no pas de contingut.
Va ser sots-secretari d'Interior i d'Exteriors entre 1924 i 1929, ministre d'exteriors entre 1929 i 1932, quan abandonà el seu càrrec al capdavant del ministeri per anar durant el mes de juliol a Londres, on va ser l'ambaixador italià fins al 1939. En tornar a Roma va ser ministre de justícia i el 30 de novembre de 1938 va ser nomenat president de la Cambra dels Feixistes i de les Corporacions. Gràcies a ell es deu la finalització de les codificacions, amb l'entrada en vigor el 1942 del codi civil i del Procediment Civil, del Codi de Navegació, de la Llei de Concursos Mercantils, de l'Ordenament Judicial i d'altres normatives especials. Seguí en primera persona les darreres fases de la codificació, treballant amb juristes d'altíssim nivell, molts dels quals (com Piero Calamandrei o Francesco Messineo) eren notables anti-feixistes.
El 1929, any dels Pactes del Laterà, acabada la seva fase d'aprenent governatiu com a sots-secretari, s'ocupà de representar Itàlia davant les altres nacions. El Ministeri d'Exteriors encara era un organisme propi del segle xix, liberal (en el sentit cultural del terme), i Grandi va entrar per aplicar, burocràticament, el nou estil i els nous conceptes de la Revolució Feixista, en primer lloc, donant l'oportunitat a aquells que fossin graduats en dret, polítiques o economia per participar en les oposicions per l'accés a la carrera diplomàtica, càrrecs fins llavors reservats als fills de la noblesa. Grandi es trobà de sobte amb la necessitat d'establir bones relacions amb les potències estrangeres, en vista a una crisi econòmica que es va apoderar de tot el planeta, així com per l'oportunitat de poder comptar amb les noves generacions de talent, allunyant-se dels cercles aristocràtics, donant pas a la renovació de la classe diplomàtica italiana des dels fonaments.
El valor que Grandi donà a les relacions internacionals va ser molt diferent a la prevista per Mussolini: quan el Duce, tot i amb una gran capacitat de mediació, tendia cap a l'agressivitat, el seu ministre s'encaminà cap a una via de moderació i prudència. Mentre que el cap del govern pensava que podia prendre avantatge de la crisi, Grandi es va convèncer (i va convèncer els altres) que la crisi podia crear llaços positius de cooperació entre els principals països europeus, i que el fet de ser promotor incrementaria el prestigi italià entre les potències, objectiu perseguit per tots els corrents del feixisme i cada cop més fàcil d'assolir a causa de la crisi econòmica que reduïa el valor econòmic dels estats.
Els seus tres anys com a ministre van ser d'una extrema intensitat política i diplomàtica. Donà una organització homogènia al ministeri, igual que la de la resta de l'aparell de l'estat, sense completar la recerca de la "fascistització". Treballà en suport dels italians a l'exterior, tranquil·litzant els emigrants, i dotà una estructura de consolats que segueix sent la que ell va idear. Treballà per l'excepció de l'obligació de les lleves pels fills dels treballadors emigrants, posant fi als episodis de molts joves italians a l'estranger que podien ser detinguts per absència sense permís tan aviat arribessin a Itàlia i veient-se obligats a complir llargues penes a les que havien estat condemnats en rebel·lia pels tribunals militars, i de les quals no en tenien coneixement. En les relacions amb els altres estats, Grandi posà Itàlia sempre que era possible en tots els organismes, encara que fos innecessari, car ja sabia que no serien rebutjats, participant així en tots els debats internacionals. Itàlia estava assolint una popularitat a l'estranger de la que mai no havia gaudit.
Va ser en aquest moment en què l'activisme del polític cridà l'atenció de Mussolini, que es temia que pogués guanyar massa prestigi i li arrabassés el paper d'interlocutor italià a l'estranger. L'ocasió es donà en la concessió dialèctica que el ministre començà de manera informal sobre el desarmament, i acusà a Grandi «d'anar-se'n al llit amb Gran Bretanya i França», destituint-lo del seu càrrec i nomenant-lo ambaixador a Londres.
La política exterior italiana, portada per la mà del mateix Duce que assumí personalment fins i tot el ministeri (el procediment de revocació va ser realitzada mitjançant una simple nota que deia «Demà al matí vindré a recollir les consignes») va veure el final del revisionisme pacífic i de les tradicions de la diplomàcia. Com a ambaixador a Londres, Grandi es va fer conèixer pels polítics britànics. Seguí molt de prop les fases d'aproximació de Churchill cap a Itàlia, tractant d'animar a la diplomàcia britànica en la mateixa direcció. No obstant això, la convergència entre els règims totalitaris era molt forta, i els seus plans per promoure un pacte entre Roma i Londres resultaren poc realistes, especialment quan Mussolini decidí lligar el seu destí a l'Alemanya de Hitler.

### La vida de partit
A la vida de partit, Grandi va ser capaç d'assolir una posició important en el moment de l'encontre amb Mussolini, però a poc a poc va crear-se nombrosos detractors entre els líders del partit. L'elevat nivell de les seves relacions internacionals, sent l'únic que podia rivalitzar amb Ciano, van portar-lo a assumir un distanciament vers la classe política popular italiana. El seu menyspreu, per exemple, vers Achille Starace, el secretari nacional autor de les campanyes d'imatge més maldestres i irritants (com la de la italianització dels cognoms) de la qual si bé va dir que no era dolent, sí que va dir que era "un pobre home", posant-lo en més d'una ocasió en contra del Duce que, pel seu costat, per defensar-lo i per defensar la seva elecció, el definia com "un cretí, sí, però obedient".
El contrast amb Starace, dels mètodes, conceptes i estil, a més de la diferència de capacitat i la potencialitat de pensament, simbolitzada clarament per la distància de Grandi vers el món. Ell mateix va dir de si mateix, parlant amb Ciano a 1942: «No sé com ho he fet per fer de feixista durant 20 anys». I de la seva relació amb el Duce i de la seva suposada insubordinació, va escriure notes on, tot i els artificis de la retòrica, deixa clar que la fidelitat no és sinònim de l'obediència, per justificar les seves originals preses de posicions polítiques. Amant de les vies sinuoses, es guanyà la confiança de la Casa de Saboia, en particular la de Víctor Manuel III d'Itàlia. Va ser fet comte de Mordano i més tard va rebre el Collar de l'Anunciació, amb la conseqüència de passar a ser "cosí del Rei". Amant de la vida còmoda, va rebre la sobtada ordre de Mussolini el 1941 que l'envià a combatre al front grec.

### La destitució de Mussolini

#### Preparatius
Grandi va ser l'autor de la famosa ordre del dia del 25 de juliol de 1943 que provocà la caiguda de Mussolini. Va ser decisiu i el seu vot i les seves arts de persuasió van ser essencials davant d'altres membres del Gran Consell del Feixisme. D'un temps ençà, conjuntament amb Giuseppe Bottai i Galeazzo Ciano, Grandi considerava que només es podria evitar la desfeta militar d'Itàlia mitjançant la substitució (o la deposició) del Duce, i la seva absoluta identificació personal amb el Règim (Feixisme equivalia a Mussolini i viceversa) havia conduït, segons la seva opinió, a que la idea originària feixista estigués condicionada i compromesa pels seus errors. En essència, els errors de Mussolini havien posat en dificultats la mateixa supervivència del feixisme, i no es trobava cap solució, llevat que estiguessin destinats a morir. Convenia per tant sacrificar al cap, i amb això tot el règim, per a aconseguir una potencial obertura per a una successiva reformulació eventual, i no esperar els esdeveniments que probablement portarien a la desintegració del règim.
Un motiu podria ser la reorganització general de les més altes funcions d'estat volguda per Mussolini a la primera part de 1943. D'altra banda, que gira al voltant de la relació entre monsenyor Montini i el rei (també pel tràmit de la nora, Maria Josè), Ciano Galeazzo i l'anglo-americà, sempre ha deixat la sospita que el Vaticà va tenir un paper més ampli de terç que el de l'espectador. Ciano, el fill de Mussolini i el cosí del rei (qui havia rebut el collar de l'Annunciació), bon amic de Montini, va ser amb Bottai i Grandi el tercer i més inesperat promotor de la moció de censura.

#### El pla
El pla es va trencar en la segona meitat de l'any, sinó que va ser concebut poc després de la remodelació. L'acció no es va mostrar d'acord amb Víctor Manuel III. La data dels diaris de Grandi (de maig) estableix un temps de maduració de la decisió com una cosa no irrellevant, car tenint en compte les seves connexions, hauria permès un procés llarg, per descomptat no desagradable a la tradició saboiana. Durant l'audiència privada amb el rei el 4 de juny, Grandi va presentar el seu pla. El rei va dir que només el parlament o gran consell podria «mostrar-li el camí». Grandi recorda:
«Víctor Manuel va prendre nota de la meva sol·licitud i, sabent la impossibilitat de convocar a les Cambres, per primera vegada va donar a entendre el Gran Consell com un possible "substitut".»
El pla també incloïa la immediata detenció de Mussolini, que seria conduït a un lloc segur, protegit per la policia i carrabiners, després de tot això, sense comentaris, el nou govern donar avís de la seva dimissió. A més Gramdi va dir que immediatament després del canvi de govern Itàlia hauria de lliurar les seves armes contra l'aliat d'Alemanya, anul·lant així "la Declaració de Casablanca on els Aliats van exigir la rendició incondicional:
« […] que han de separar d'Alemanya, per combatre immediatament abans de la venjança inevitable, podria prendre la substància i, alhora, establir contactes amb els anglo-americans demanant-los que renunciar a [imposar] una rendició incondicional, com Itàlia ja s'havia tornat seves armes contra l'enemic comú .»
El Rei havia mantingut Grandi en els seus esforços i l'hauria animat a creure que el govern seria confiat a l'estimat mariscal Caviglia (en oposició a mitjans de juliol, el rei va decidir encomanar la tasca al mariscal Pietro Badoglio, benvingut per tots els militars d'alt rang i membre de la maçoneria). El sobirà es va mantenir bastant escèptic sobre la possibilitat de girar les armes contra els alemanys.
Grandi va tornar a Bolonya, on va romandre durant més d'un mes i mig (tot i ser president de la Cambra), assegurant-se que el Rei s'havia adonat del drama de la situació, però preocupat per la seva tendència a l'ajornament. El 15 de juliol va rebre la notícia que els anglo-americans havien capturat les ciutats d'Augusta i Siracusa. El 18 es va assabentar que el 16 els líders havien demanat a Mussolini la convocatòria urgent del Gran Consell. En aquest punt, després d'haver perdut tota esperança en la voluntat del sobirà per moure's de forma independent, decidit a fer "il Pietro Micca", i 19 de juliol va anar a Roma portant el primer esborrany del seu programa futur. El mateix dia, Mussolini i Ambrosio va tenir una conversa, no concloents, amb Hitler i els caps militars alemanys prop de Feltre. El 21, Grandi va anar a la seu del partit, i aquí es va assabentar que Mussolini, després de tornar de Feltre, havia acceptat la sol·licitud de convocatòria del Gran Consell del Feixisme i va fixar la data per al dissabte, 24 de juliol a les 17 hores (va acabar gairebé a l'alba del 25 de juliol). En els tres dies que van romandre, Grandi va començar a fer contactes amb els membres i li va demanar el seu suport a l'Ordre del Dia que tenia com a objectiu presentar. En qualsevol cas, potser fins i tot a l'altura de la lleialtat política o la satisfacció, en el matí del 23 Grandi informà Mussolini de l'ordre del fia i el que anava a dir. El Duce li va negar la meitat de la satisfacció, l'escoltà sense immutar-se.
«Li vaig dir a Mussolini tots els […] el que jo hauria dit i fet al Gran Consell, li va pregar que cedís voluntàriament a les mans del Rei tot el poder civil i militar com l'única forma possible de resoldre el conflicte, i el ple restabliment de la Constitució. […] jo esperava una reacció violenta per part de Mussolini. Això no va arribar. No m' havia interromput, seguia mirant i tocant el violí profunda nerviosament amb el seu llapis. Després que el Duce, després de rebutjar meva sol·licitud em va acomiadar amb un adéu fins passat demà al Gran Consell […] Em vaig anar trist del Palazzo Venezia. Ell només podia anar cap avall»
Els jerarques van expressar el seu suport. Però Grandi només va ser capaç de parlar amb la meitat dels components del Gran Consell i després tot dependria dels resultats de la discussió al Palazzo Venezia.

### Després de 25 de juliol
Per la moció del 25 de juliol, Grandi va ser condemnat a mort en in absentia en el Procés de Verona, que es va celebrar al territori de la República Social Italiana. Grando, però, que ja va predir el que succeiria immediatament després de la caiguda de Mussolini, es va escapar a Espanya de Franco a l'agost de 1943.
El mateix any es va traslladar a Portugal, on va viure fins 1948. En els anys cinquanta era un consultor de les autoritats nord-americanes amb freqüència, especialment per l'ambaixador a Roma, Clare Boothe Luce. Grandi servia sovint com a intermediari en les transaccions entre les polítiques industrials i d'Itàlia i els Estats Units. A continuació, es va traslladar a l'Amèrica Llatina, on va viure principalment a Brasil, des d'on va torna a Itàlia en els anys seixanta per obrir una granja model en el camp de Mòdena.
Va morir a Bolonya el 1988 a l'edat de 93 anys.

## Obres
- Le origini e la missione del fascismo, in Il fascismo.  Bologna: Cappelli, 1922. Poi in Il fascismo e i partiti politici italiani. Studi di scrittori di tutti i partiti, Bologna, Cappelli, 1924.
- L'Italia fascista nella politica internazionale.  Roma: Libreria del Littorio, 1930.
- Giovani.  Bologna: Zanichelli, 1941.
- Memoriale Grandi. L'idea fascista non è ancora morta.  Bari: Edizioni Documenti, 1944.
- Dino Grandi racconta.  Venezia: Rialto, 1945.
- 25 luglio. Quarant'anni dopo.  Bologna: Il Mulino, 1983. ISBN 88-15-00331-2. Collana Storia/memoria, Il Mulino, 2003, ISBN 88-15-09392-3.
- Dino Grandi racconta l'evitabile Asse. Memorie raccolte e presentate da Gianfranco Bianchi.  Milano: Jaca book, 1984. ISBN 88-16-40124-9.
- La politica estera dell'Italia dal 1929 al 1932, 2 voll..  Roma: Bonacci, 1985. ISBN 88-7573-080-6.
- Il mio paese. Ricordi autobiografici.  Bologna: Il Mulino, 1985. ISBN 88-15-00888-8.
- Sarò breve! Aforismi in due versi.  Pisa: Giardini editori e stampatori, 1988.
- La fine del regime.  Firenze: Le Lettere, 2005. ISBN 88-7166-920-7.

## Condecoracions
Orde Suprem de la Santíssima Anunciació (1943)
 Gran Creu de Cavaller de l'Orde de Sant Maurici i Sant Llàcer (1943)
 Gran Creu de l'Orde de la Corona d'Itàlia (1943)
 Medalla de Plata al Valor Militar
 Medalla de Bronze al Valor Militar
 Creu al Mèrit de Guerra
 Medalla commemorativa de la guerra 1915-1918 (4 anys de campanya)
 Medalla commemorativa de la Unitat d'Itàlia 1848-1918
 Medalla commemorativa italiana de la Victòria de 1918
 Gran Creu de Cavaller de l'orde de Pius IX (Santa Seu)
 Gran Creu de Cavaller de l'orde de Malta
 Cavaller de l'orde de l'Àliga Blanca (Polònia)
 Gran Creu de l'orde del Lleó Blanc (Txecoslovàquia)